# Li Si
Li Si (cinese: 李斯; pinyin: Lǐ Sī; Wade-Giles: Li Ssu) (Shangcai, 280 a.C. – Xianyang, 208 a.C.) è stato un politico cinese fu l'influente primo ministro dello stato feudale e in seguito della dinastia di Qin, fra il 246 a.C. ed il 208 a.C.

## Biografia
Famoso legista e noto calligrafo, Li Si servì due sovrani: Qin Shi Huang, re di Qin e in seguito primo imperatore della Cina, e suo figlio, Qin Er Shi. Potente ministro, ebbe un'importanza centrale nelle politiche dello stato, incluse quelle sulle conquiste militari, sulla centralizzazione draconiana del controllo statale, sulla standardizzazione dei pesi, delle misure e della scrittura, e della persecuzione del confucianesimo e degli oppositori del legalismo.
Fornì un notevole apporto all'unificazione della scrittura cinese: determinò la riduzione degli ideogrammi da circa cinquemila a circa duemila. Reagì alle critiche contro questo processo di unificazione proponendo la distruzione di tutti i libri che difendevano il ritorno al passato.
La sua amministrazione della Cina è vista da molti come una delle primissime forme di totalitarismo.

## Contributi
Credendo in un sistema altamente burocratico, Li Si è considerato fondamentale per l'efficienza dello stato di Qin e per il successo della sua conquista militare. È stato anche determinante nel sistematizzare le misure standard e la valuta nella Cina post-unificata. Ha inoltre contribuito a sistematizzare la lingua cinese scritta promulgando come standard imperiale la "scrittura con sigillo piccolo" che era già in uso nello stato di Qin. In questo processo, furono proscritti glifi varianti all'interno della scrittura Qin, così come erano scritti varianti dalle diverse regioni che erano state conquistate. Questo avrà un effetto unificante sulla cultura cinese per migliaia di anni. Li Si fu anche l'autore del Cangjiepian, il primo testo elementare in lingua cinese di cui frammenti ancora esistono.